# 파라첼수스바트역
파라첼수스바트역(U-Bahnhof Paracelsus-Bad, 듣기 (도움말·정보))은 베를린 라이니켄도르프구 라이니켄도르프에 있는 U8의 역이다. 1987년 4월 27일 프란츠노이만플라츠-파라첼수스바트 구간 개통 당시에 개업했다. 근처에 있는 시립 수영장인 파라첼수스 수영장(Paracelsus-Bad)에서 이름을 따 왔다.
역사는 라이너 륌러가 설계했다. 수영장을 연상시키는 흰색 목욕탕 타일로 역사 외벽을 마감했고, 외벽 중간중간에는 테르메를 연상시키는 기둥 디자인을 적용했다. 천장부는 목재로 마감되어 있으며, 중앙부 기둥 역시 수영장 스타일로 디자인되어 있다. 천장부 조명은 아르 데코 스타일로 설계되어 있다.
베를린 버스 120, 122, 320, 322, N8, N20번과 환승할 수 있다. 역 북쪽으로 400 m 떨어진 곳에 S반 알트라이니켄도르프역이 위치해 있으나 환승역으로 안내되지는 않는다.

## 인접 철도역
| 베를린 지하철 8호선                  | 베를린 지하철 8호선 | 베를린 지하철 8호선         |
| ------------------------------------ | ------------------- | --------------------------- |
| 레지덴츠슈트라세 헤르만슈트라세 방면 | U8                  | 린다우어 알레 비테나우 방면 |